# Marny Kennedy
Marny Elizabeth Isabella Kennedy (Melbourne, Victoria; 21 de enero de 1994), más conocida como Marny Kennedy, es una actriz y cantante australiana, conocida por interpretar a Taylor Fry en la serie australiana ¿Por qué a mí? (Mortified), Veronica Di Angelo #2 en El club de la herradura (The Saddle Club) y por sus recientes apariciones en Between Two Worlds y Home and Away. También interpretó a Ally Henson en la serie de televisión El ciber mundo de las chicas (A gURLs wURLd). También es conocida por su papel como Winter Frey en la serie dramática Conspiracy 365. En 2011 apareció en el cortometraje Golden Girl como Cilla, cuya vida cambia drásticamente después de que se siente marcada por un incendio.

## Vida personal
Kennedy nació el 21 de enero de 1994, en Melbourne, Victoria, Australia. Su verdadero nombre es Marny Elizabeth Isabella Kennedy. Su padre es un director de colegio y su madre montó su propia escuela de baile, a la que Marny pertenece desde hace doce años. Su grupo musical preferido es "The Veronicas" formado por dos gemelas, Lisa Marie y Jessica Louise Origliasso.

## Carrera
Del 2006 al 2007 interpretó a Taylor Fry en la serie australiana Mortified, en Gran Bretaña y Estados Unidos), que se estrenó por primera vez en 2006 en Nine Network, y en 2008 en el canal norteamericano ABC. La serie se dejó de grabar en dicho año debido al fallecimiento de la escritora y creadora de la serie, Angela Webber, el 10 de marzo de 2007.
En el 2007 interpretó a Veronica diAngelo en la serie australiana The Saddle Club, que cuenta las historias de 3 amigas y su amor por los caballos. Al igual que ¿Por qué a mí?, Kennedy hizo su soundtrack en la serie.
Del 2010 al 2011 interpretó a Ally Henson en la serie A gURLs wurld.
En febrero del 2018 apareció como personaje secundario en la miniserie Underbelly Files: Chopper donde interpretó a la oficial de la policía Jassic.
En agosto del mismo año se anunció que se había unido al elenco principal de la nueva serie Bite Club donde dará vida a Amber Wells, una surfista que después de ser atacada por un tiburón es perseguida por el extraño policía Stephen Langley (Dominic Monaghan).
En 2022, Kennedy fue anunciado para la controvertida en la miniserie Warnie en el papel de Simone Callaghan. La decision de producir la miniserie sobre Warne después de su muerte, Brooke, quien la describió como "más que irrespetuosa". El tráiler de la miniserie también atrajo comentarios negativos en las redes sociales cuando se mostró por primera vez el 31 de mayo de 2023.

## Filmografía

### Series de televisión
| Año       | Serie                       | Personaje           | Notas                                               |
| --------- | --------------------------- | ------------------- | --------------------------------------------------- |
| 2006-2007 | Mortified                   | Taylor Fry          | Papel principal                                     |
| 2008-2009 | The Saddle Club             | Veronica diAngelo   | Papel principal (temporada 3)                       |
| 2009      | Rush                        | Amanda              | "2,21" (Temporada 2, Episodio 21)                   |
| 2010-2011 | a gURLs wURLd               | Ally Henson         | Papel principal                                     |
| 2012      | Conspiracy 365              | Winter Frey         | Papel principal                                     |
| 2016      | Comedy Showroom             | Asistente de ventas | "The Future is Expensive" (Temporada 1, Episodio 4) |
| 2017      | Hoges: The Paul Hogan Story | Joven Noelene       | Papel principal                                     |
| 2017      | Janet King                  | Lucy Baldwin        | Papel recurrente                                    |
| 2017      | Top of the Lake             | Joven Alemana       | "The Loved One" (Temporada 2, Episodio 2)           |
| 2018      | Wanted                      | Elsa                | "Drive" (Temporada 3, Episodio 2)                   |
| 2018      | Bite Club                   | Amber Wells         | Papel principal                                     |
| 2018      | Underbelly Files: Chopper   | Oficial Jassic      | Papel recurrente                                    |
| 2018      | Wentworth                   | Taylah Bullock      | Papel recurrente                                    |
| 2020      | Between Two Worlds          | Martina Budd        | Papel principal                                     |
| 2021      | Home and Away               | Rachel Young        | Papel recurrente                                    |
| 2023      | Warnie                      | Simone Callahan     | 2 episodios (miniserie)                             |

### Películas
| Año  | Película    | Personaje   | Notas        |
| ---- | ----------- | ----------- | ------------ |
| 2009 | Ink         | May de niña |              |
| 2011 | Golden Girl | Cilla       | Cortometraje |

## Premios y nominaciones
| Año  | Categoría                   | Premio              | Trabajo   | Resultado |
| ---- | --------------------------- | ------------------- | --------- | --------- |
| 2006 | Mejor actriz en una juvenil | Young Actor's Award | Mortified | Ganadora  |